# Монастырь Моравци
Монастырь Моравци (серб. Манастир Моравци) в честь архангела Гавриила — монастырь Жичской епархии Сербской православной церкви в общине Лиг Колубарского округа Сербии.

## История
Согласно преданию, монастырь является задужбиной короля Стефана Уроша I. В 1798 году монах Герасим (Георгиевич), более известный как Хаджи-Джера, восстановил монастырь. Была построена новая деревянная церковь, а старые монастырские руины послужили источником материалов для возведения монашеских жилищ. В 1804 году Хаджи-Джера был убит янычарами в ходе резни князей.
Около 1835 года на месте старой деревянной церкви была построена новая каменная. Спустя тридцать лет её перестроили, из-за плохого качества постройки. 26 июля 1858 года церковь была освящена епископом Ужицко-Крушевацким Иоаникием.